# Atanasios Zafiropulos
Atanasios Zafiropulos (gr. Αθανάσιος Ζαφειρόπουλος; ur. 12 lutego 1944) – grecki zapaśnik walczący w stylu wolnym. Olimpijczyk z Tokio 1964, gdzie zajął dwunaste miejsce w kategorii do 52 kg.
Brązowy medalista igrzysk śródziemnomorskich w 1967 roku.